# Stamboom Karel Lodewijk van Nassau-Weilburg
| Stamboom Karel Lodewijk van Nassau-Weilburg (1772-1772) | Stamboom Karel Lodewijk van Nassau-Weilburg (1772-1772)                                              | Stamboom Karel Lodewijk van Nassau-Weilburg (1772-1772)                                        |
| ------------------------------------------------------- | --- | ---------------------------------------------------------------------------------------------- |
| Grootouders                                             | Karel August van Nassau-Weilburg (1685-1753) x 1723 Augusta Frederika van Nassau-Idstein (1699-1750) | Willem IV van Oranje-Nassau (1711-1751) x 1734 Anna van Hannover (1709-1759)                   |
| Ouders                                                  | Karel Christiaan van Nassau-Weilburg (1735-1788) x 1760 Carolina van Oranje-Nassau (1743-1787)       | Karel Christiaan van Nassau-Weilburg (1735-1788) x 1760 Carolina van Oranje-Nassau (1743-1787) |
| Karel Lodewijk van Nassau-Weilburg (1772-1772)          | |                                                                                                |
| Kinderen                                                | Geen                                                                                                 | Geen                                                                                           |